# 基希涅夫反猶騷亂
基希涅夫反猶騷亂是一起发生在1903年4月19日至21日（旧历4月6日至8日）俄罗斯帝国贝萨拉比亚省首府基希涅夫（现为摩尔多瓦）的反犹骚乱。这次暴乱开始于复活节当天，49名犹太人被杀害，92人重伤，多名犹太妇女遭受强奸，超过500人轻伤，1,500座房屋受损。美国犹太人开始组织大规模的经济援助，并协助移民。此事件引起了全球对俄罗斯犹太人迫害问题的关注，并促使西奥多·赫茨尔提出乌干达计划，作为犹太人的临时避难所。